# Рудаков, Анатолий Родионович
Анато́лий Родио́нович Рудако́в (24 июля 1950, дер. Великое Ситно, БССР, СССР — 1 августа 2021, Санкт-Петербург, Россия) — советский и российский киноактёр, кинопродюсер. Заслуженный артист Российской Федерации (1996).

## Биография
Родился 24 июля 1950 года в деревне Большое Ситно Полоцкого района Витебской области Белоруссии.
В 1975 году окончил Ленинградский государственный институт театра, музыки и кинематографии и стал актёром киностудии «Ленфильм». Ещё во время учёбы начал сниматься в кино. Первая роль — ефрейтор Осинин в картине режиссёра Бирмана «Я служу на границе» (1973). Активно снимался в 1970—1980-е годы.
Заслуженный артист Российской Федерации (1996).
С развалом системы кинематографа в начале 1990-х перешёл в другую сферу деятельности. Работал в фирме, занимавшейся снабжением крупных предприятий и строек Санкт-Петербурга изделиями из металла. Был вице-президентом Сестрорецкой ассоциации малых институтов (ОАО «Сами»).
Занимался продюсированием кино. В 2006 году основал и возглавил кинокомпанию «Киноцентр». Организация была закрыта в 2016 году.
Снимался в сериалах.
Скончался 1 августа 2021 года на 72-м году жизни в Санкт-Петербурге от последствий, вызванных коронавирусной инфекцией. Похоронен на Серафимовском кладбище.

## Творчество
В фильмографии Анатолия Рудакова есть несколько главных ролей, однако ни одна из этих картин не снискала благосклонности критиков или большой популярности у зрителей, за исключением  фильма режиссёра С. Говорухина «В поисках капитана Гранта» (1985), где Рудаков снялся в роли Олбинета. О работе актёра в фильме «На короткой волне» (1977) обозреватель журнала «Искусство кино», кинокритик Людмила Донец пишет:

Громов вызывает сомнения уже своими типажными, портретными данными: скуластое, крепкое лицо, упругая стать обещают героя совсем другого склада, другой судьбы. Это «корневой» мужик, сметливый, бойкий, сугубо земной. В нём совсем нет той незащищенности, того юношеского идеализма, на которых строится комедия. Поэтому создается впечатление, что герою не чувства реальности, а как бы ума не хватает. Словом, замысел тут очень уж не сходится с исполнением, с тем, как он, этот замысел, реализовался в актёре.

## Роли в кино
- 1973 — Я служу на границе — Сеня Осинин, ефрейтор
- 1974 — Сержант милиции — Зайченко, милиционер
- 1975 — Шаг навстречу — Серёга
- 1975 — Призвание — Рыжий
- 1975 — Одиннадцать надежд — водитель грузовика
- 1975 — Воздухоплаватель — амбал одесского порта
- 1976 — Труффальдино из Бергамо — разбойник (нет в титрах)
- 1976 — Обыкновенная Арктика — строитель
- 1976 — Мама, я жив! / Mama, ich lebe! (СССР, ГДР) — Вася
- 1976 — Вдовы — Гриша, пастух
- 1977 — Судьба — немец-переводчик (нет в титрах)
- 1977 — Объяснение в любви — новобрачный
- 1977 — На короткой волне — Николай Громов
- 1978 — Ярославна, королева Франции — дворовой человек (нет в титрах)
- 1978 — След на земле
- 1978 — Рыцарь из Княж-городка — тренер
- 1978 — Молодая жена — Миша, муж Вали
- 1978 — Завьяловские чудики (киноальманах) — дежурный милиционер (новелла «Версия»)
- 1978 — Жнецы — комбайнёр Василь Билань
- 1979 — Трое в лодке, не считая собаки — заблудившийся в лабиринте (нет в титрах)
- 1979 — Родное дело — Семён
- 1979 — Примите телеграмму в долг — Николай
- 1979 — Последняя охота — матрос на шхуне
- 1979 — Нескладуха (короткометражный) — Солдат
- 1980 — Мы смерти смотрели в лицо — повар на гауптвахте
- 1980 — Мерседес уходит от погони — Лёня Михайлов
- 1980 — Государственная граница. Мирное лето 1921-го года — Гоша Овсов
- 1981 — Товарищ Иннокентий
- 1981 — 20 декабря — Гусь, он же Рыбкин
- 1982 — Родителей не выбирают — Мартынюк
- 1982 — Найти и обезвредить — Вася
- 1982 — За счастьем — Борис Николаевич Новиков
- 1982 — Женские радости и печали — Николай Перов
- 1982 — Багряная трава (короткометражный) — Пётр, кузнец
- 1983 — Я тебя никогда не забуду — Андрей
- 1983 — Я, сын трудового народа — Василий Царёв, матрос
- 1983 — Водитель автобуса — Осипов, партизан
- 1984 — Ольга и Константин — заведующий по ГСМ
- 1984 — Макар-следопыт — белогвардейский солдат
- 1984 — Иван Павлов. Поиски истины — Савва
- 1984 — Девочка из города — Алексей Грачёв
- 1984 — Фитиль (сюжет «Необыкновенный концерт») — строитель
- 1985 — Далёкий голос кукушки — Кирилл
- 1985 — В поисках капитана Гранта (СССР, Болгария) — Олбинет / Анри
- 1986 — Обида — Коля
- 1986 — Исключения без правил — милиционер / прораб
- 1987 — Подданные революции — Шариков
- 1987 — Питер Пэн — Верзила, пират
- 1987 — И завтра жить — Степан
- 1987 — Железный дождь
- 1987 — Восемнадцатилетние — Александр Иванович Шумейко
- 1987 — Апелляция — Николай Иванович, военком
- 1988 — Жизнь Клима Самгина — дворник / хромой мужик
- 1989 — Не покидай — Удилак
- 1990 — Овраги — Кукин
- 1991 — Мой лучший друг — генерал Василий, сын Иосифа
- 1991 — И возвращается ветер… — Коля
- 1991 — Действуй, Маня! — пригласивший Маню на танец
- 1991 — Безумная Лори — констебль
- 1992 — Семь сорок (Украина) — эмигрант
- 1993 — Окно в Париж / Window to Paris (Россия, Франция) — завхоз «Бизнес-лицея»
- 1993 — Конь белый — Ефим Мырин
- 1993 — Трам-тарарам, или Бухты-барахты — Коля
- 1995 — Полночь в Санкт-Петербурге — мафиози
- 1995 — Всё будет хорошо! — сотрудник ДПС
- 1998 — 1999 — Агент национальной безопасности-1 — Митяй (серия «Транзит»)
- 2000 — Четырнадцать цветов радуги — Пахом
- 2001 — По имени Барон — Микола
- 2001 — Кобра. Антитеррор — Евгений Карякин ("Седой")
- 2003 — Три цвета любви (телесериал) — «Бугай»
- 2003 — Танцор — Вальтер
- 2003 — Кобра. Антитеррор (телесериал) — Евгений Карякин, «Седой» (серия «Охота на первого»)
- 2004 — Потерявшие солнце — Герберт
- 2004 — Опера. Хроники убойного отдела — Дюбель (серия «Автокоп»)
- 2005 — Фаворский
- 2005 — Мастер и Маргарита — Парчевский, зритель в зале, эпизод
- 2005 — Вепрь — Семён Ребров
- 2006 — Синдикат — Николай Петрович
- 2006—2009 — Морские дьяволы (телесериал) — Виктор Петрович Одинцов, капитан 1 ранга
- 2006 — Вызов-2 — Данилыч
- 2007 — Преступление и наказание — Никодим Фомич
- 2007 — Братья (телесериал) — киллер
- 2007 — Белая стрела — Гена Мурзик, он же «Седой», (роль озвучивал Алексей Гурьев)
- 2010 — Золотой капкан — Александр Шабуров
- 2010 — Дом у большой реки — Геннадий Николаевич Большаков
- 2011 — Улицы разбитых фонарей-11 — Иван Николаевич Рябов (серия «Курочка Рябова»)
- 2011 — Сибиряк — Владимир Молотов
- 2011 — Надежда — Валерий Миронович Сушко, полковник
- 2013 — Шерлок Холмс — инспектор Трейси
- 2013 — Любовь без лишних слов — Борис Анатольевич Пряхин, отец Вадима
- 2014 — Ёлки 1914 — механик
- 2014 — След пираньи —
- 2015 — Бабье лето — начальник РОВД
- 2015 — Полицейский участок — Геннадий Петрович Веденеев, отец Сергея
- 2015 — Профиль убийцы 2 — Роман Олегович Максимов, полковник полиции